# Danuta Narbut
Danuta Narbut (* 13. März 1973 in Vaidotai, Rajongemeinde Vilnius) ist eine litauische Kommunalbeamtin und Politikerin polnischer Herkunft, seit 2023 Vizebürgermeisterin der Rajongemeinde Vilnius.

## Leben
Danuta Narbut absolvierte 1994 das Diplomstudium als Grundschullehrerin am Pädagogischen Institut in Šiauliai, 2004 das Masterstudium der Edukologie (Bildungsmanagement) an der Vilniaus pedagoginis universitetas in der litauischen Hauptstadt Vilnius. 2019 promovierte sie in der Edukologie in Białystok, Polen.
Von 1994 bis 2007 leitet sie als  Direktorin die Schule Vaidotai.
Von 2007 bis 2008 war sie Oberspezialistin und von 2015 bis 2017 stellvertretende Direktorin der Verwaltung der Rajongemeinde Vilnius. Von 2008 bis 2013 war sie Leiterin einer Unterabteilung der Stadtgemeinde Vilnius. Von 2011 bis 2013 war sie Gehilfin des EP-Mitglieds Waldemar Tomaszewski, von 2013 bis 2015 und  2017 bis 2023 stellvertretende Direktorin der Verwaltung der Stadtgemeinde Vilnius. Seit 2023 ist sie Vizebürgermeisterin der Rajongemeinde Vilnius.
Sie ist verheiratet und hat zwei Kinder.